# 384

Римська імперія розділена на частини, де правлять Феодосій I, Валентиніан II та Магн Максим. У Китаї правління династії Цзінь. В Індії правління імперії Гуптів. У Японії триває період Ямато. У Персії править династія Сассанідів.
На території лісостепової України Черняхівська культура. У Північному Причорномор'ї готи й сармати. Історики VI століття згадують плем'я антів, що мешкало на території сучасної України приблизно з IV сторіччя. З'явилися гуни, підкорили остготів та аланів й приєднали їх до себе.

## Події
- Магн Максим надає титул августа своєму сину Флавію Віктору.
- Едикт імператора Феодосія I оголошує закриття всіх язичницьких храмів в долині Нілу.
- Шапур III та Феодосій I укладають мирний договір, за яким Вірменія розділена на дві частини, де утворено васальні держави Персії та Риму.
- 38-м папою Римським стає Сиріцій.

## Померли
- Дамасій I, папа Римський.